# 春子超常現象研究所
『春子超常現象研究所』（はるこちょうじょうげんしょうけんきゅうじょ、英題：Haruko's Paranormal Laboratory）は、2015年12月5日に公開された日本映画。監督・脚本は竹葉リサ。ロッテルダム国際映画祭2015コンペティション部門、プチョン国際ファンタスティック映画祭2015、シッチェス・カタロニア国際映画祭2015、ゆうばり国際ファンタスティック映画祭 2015に正式出品された。

## キャスト
- テレビ - 中村蒼
- 大月春子 - 野崎萌香
- 青木さやか
- ブラザートム
- 池田鉄洋
- 斎藤工
- 高橋由美子
- 小日向文世

## スタッフ
- 監督・脚本 - 竹葉リサ
- 撮影 - 百瀬修司
- 証明 - 太田博
- 美術 - 片桐真理子
- 音楽 - 藤永憲太郎
- 主題歌 - Andersons「Day and night」
- 録音 - 百々保之
- 整音 - 早川麻衣子
- 効果 - 木村茂文
- VFX - 沼口雅徳
- アクション監督 - 田渕景也